# にっぽんGメン
『にっぽんGメン』（にっぽんジーメン）は、1948年（昭和23年）から1960年（昭和35年）にかけて製作された、日本映画シリーズである。囮捜査官の活躍を描いたアクション映画で、東横映画で2作、東映で3作が作られた。

## にっぽんGメン
『にっぽんGメン』（にっぽんじーめん）は、1948年（昭和23年）10月12日に公開されたシリーズ第1作。自動車ギャング団の摘発に挑む警視庁捜査一課の捜査員たちの活躍を描く。
キャスト
- 江藤実：片岡千恵蔵
- 白石たか子：市川春代
- 白石譲治：伊沢一郎
- 白石とよ：杉村春子
- 秋月ナオミ：朝雲照代
- 小松川ハナ：橘公子
- 香山みどり：美ち奴
- 甲野金治郎：杉狂児
- 東川安治郎：山口勇
- 村岡雄治：原健作
- 清川吾一：水原洋一
- 加藤警部補：加東大介
- 浅沼八郎：団徳麿
- 本間福次郎：村田宏寿
- 土崎課長：上代勇吉
- 三村：戸上城太郎
- 古川久夫：藤井貢
- 金森警部：大日方傳
- 藤沢刑事部長：月形龍之介
- 曾我部貞一：鈴木傳明
- 竹永鑑識課員：椿三四郎
- 押田金三：小堀明男
- 奥田老人：水野浩
- 留吉：吉谷久雄
- 貝原公平：中野清
- 井本正吉：青山健吉
- 野村：前田静夫
- 戸倉良介：伊達三郎
- 山本正一：越川一
- 横山啓吉：大州章三
- 塚原傳蔵：月京介
- 柳田巡査：牧原三郎
- 桐原巡査：藤沢彰
- 西川巡査：小崎次郎
- 木寺考市：舟津進
- 山田：美甘駿
- 松川：時田一男
- 清水：高橋照明
- 新聞記者清水：上川孝照
- 野沢巡査：杉義一
- 女中おしげ：西村秀子
- おはま：滝口喜美枝

## にっぽんGメン 第二話 難船﨑の血鬪
『にっぽんGメン 第二話 難船﨑の血鬪』（にっぽんじーめん だいにわ なんせんざきのけっとう）は、1949年（昭和24年）1月3日に公開されたシリーズ第2作。東京国立近代美術館フイルムセンターに35mmフイルムが現存する。海上保安官が活躍する作品。
キャスト
- りゃんこの政吉：片岡千恵蔵
- 重藤亘：市川右太衛門
- きすぐれの弥太：月形龍之介
- 坪内警部：徳大寺伸
- 海坊主の仙三：進藤英太郎
- 都築滋弥：大友柳太朗
- 安村金一：日守新一
- 栗原部長：斎藤達雄
- 安藤留吉：水原洋一
- 田宮警務係長：原健作
- 犬飼藤吉：戸上城太郎
- 島本艇長：上代勇吉
- 平井航海士：加賀邦男
- 団徳麿
- 雨宮儀一郎：水野浩
- 高松錦之助
- 土屋海上保安官：椿三四郎
- 浜田：島田照夫
- 船員：尾上華丈
- 竪村技官：沼田曜一
- かおる・朝雲照代
- 中川マリ：市川春代
- 楠木繁夫
- 二葉あき子
- 三原純子
- 菊池章子

## にっぽんGメン 不敵なる逆襲
『にっぽんGメン 不敵なる逆襲』（にっぽんじーめん ふてきなるぎゃくしゅう）は、1951年（昭和26年）6月15日に公開されたシリーズ第3作。監督は佐伯清、脚本は柳川真一。
キャスト
- 田村文吉、狭間伝：片岡千恵蔵（2役）
- 大木加代：花柳小菊
- 吉冨みち子：月丘千秋
- 島刑事：小杉勇
- 岩田商会主：山口勇
- 大倉：進藤英太郎
- バアの主人小野：三島雅夫
- キャバレーのマダム：朝雲照代

## にっぽんGメン 特別武装班出動
『にっぽんGメン 特別武装班出動』（にっぽんじーめん とくべつぶそうはんしゅつどう）は、1956年（昭和31年）7月25日に公開されたシリーズ第4作。
キャスト
- 影岡信次：波島進
- 園川刑事：高倉健
- 生沢刑事：堀雄二

## にっぽんＧメン 摩天楼の狼
『にっぽんGメン 摩天楼の狼』（にっぽんじーめん まてんろうのおおかみ）は、1960年（昭和35年）7月20日に公開されたシリーズ第5作。
キャスト
- 梅宮辰夫
- 三田佳子
- 波島進